# Quel gros Q.I. !
 (août 2024).
La mise en forme du texte ne suit pas les recommandations de Wikipédia : il faut le « wikifier ».
Les points d'amélioration suivants sont les cas les plus fréquents. Le détail des points à revoir est peut-être précisé sur la page de discussion.
- Les titres sont pré-formatés par le logiciel. Ils ne sont ni en capitales, ni en gras.
- Le texte ne doit pas être écrit en capitales (les noms de famille non plus), ni en gras, ni en italique, ni en « petit »…
- Le gras n'est utilisé que pour surligner le titre de l'article dans l'introduction, une seule fois.
- L'italique est rarement utilisé : mots en langue étrangère, titres d'œuvres, noms de bateaux, etc.
- Les citations ne sont pas en italique mais en corps de texte normal. Elles sont entourées par des guillemets français : « et ».
- Les listes à puces sont à éviter, des paragraphes rédigés étant largement préférés. Les tableaux sont à réserver à la présentation de données structurées (résultats, etc.).
- Les appels de note de bas de page (petits chiffres en exposant, introduits par l'outil «  Source ») sont à placer entre la fin de phrase et le point final[comme ça].
- Les liens internes (vers d'autres articles de Wikipédia) sont à choisir avec parcimonie. Créez des liens vers des articles approfondissant le sujet. Les termes génériques sans rapport avec le sujet sont à éviter, ainsi que les répétitions de liens vers un même terme.
- Les liens externes sont à placer uniquement dans une section « Liens externes », à la fin de l'article. Ces liens sont à choisir avec parcimonie suivant les règles définies. Si un lien sert de source à l'article, son insertion dans le texte est à faire par les notes de bas de page.
- La présentation des références doit suivre les conventions bibliographiques. Il est recommandé d'utiliser les modèles {{Ouvrage}}, {{Chapitre}}, {{Article}}, {{Lien web}} et/ou {{Bibliographie}}. Le mode d'édition visuel peut mettre en forme automatiquement les références.
- Insérer une infobox (cadre d'informations à droite) n'est pas obligatoire pour parachever la mise en page.

Pour une aide détaillée, merci de consulter Aide:Wikification.
Si vous pensez que ces points ont été résolus, vous pouvez retirer ce bandeau et améliorer la mise en forme d'un autre article.
 (juin 2023).
- Si vous ne connaissez pas le sujet, laissez ce bandeau (vous pouvez alors contacter les auteurs).
- Si vous supprimez le contenu mis en cause (vous pouvez préalablement contacter les auteurs),

argumentez précisément cette suppression dans la page de discussion
(un manque de référence n'est pas un argument ; une recherche réelle de référence doit avoir été effectuée, être formellement documentée).
Quel gros Q.I. ! (en France) ou Génie en herbe (au Québec) (Smart and Smarter) est le 13e épisode de la saison 15 de la série télévisée d'animation Les Simpson,,,,.

## Synopsis
En allant manger des pancakes (pour échapper à l'inondation causée par une bagarre père-fils dans la salle de bains), les Simpson apprennent l'existence d'une crèche pour enfants surdoués. Ils y amènent Maggie pour montrer que la cadette de la famille possède de bonnes capacités et une grande intelligence. Malheureusement, elle ne parle toujours pas, et est donc recalée. Plus tard, en jouant avec sa petite sœur, Lisa se rend compte que Maggie est vraiment très futée : elle arrive, tout comme Lisa à trois ans, à former des mots avec ses cubes. Les Simpson retournent à la crèche et font passer un test de Q.I. à Maggie : elle obtient le résultat surprenant de 167 ! Toute la famille décide de s'occuper d'elle pour l'épanouir mentalement et Lisa se sent abandonnée : elle a un Q.I. inférieur... Pour se démarquer, elle décide d'essayer des nouveaux looks vestimentaires...  Mais elle ne peut s'empêcher d'être jalouse de sa petite sœur, et elle cherche à lui apprendre des notions fausses pour garder sa supériorité sur elle. Lisa est alors grondée par ses parents. Mortifiée, elle fugue et se réfugie au Muséum de la Science de Springfield...
Lorsque les policiers et la famille Simpson la retrouvent, ces derniers se retrouvent coincés dans une maquette géante du système digestif humain. Maggie est la seule à pouvoir les faire sortir. Mais elle panique et ne peut les aider... Lisa arrive alors et indique à Maggie, de loin, en montrant des couleuvres analogiques à celles de boutons de commande, quelle est la marche à suivre. Maggie s'exécute, arrive à faire sortir les Simpson de l'appareil digestif géant, donnant une preuve supplémentaire de son adaptabilité et de son intelligence. Mais le directeur de la crêche révèle que Maggie a triché lors du test : Lisa l'a aidée par ses mimiques... Exaspéré par le comportement du directeur, Homer lui casse la figure et toute la petite famille rentre chez elle.
Dans la chambre de Lisa, Maggie arrache le saxophone à sa sœur, lui colle sa tétine dans la bouche, et se lance dans une ébouriffante improvisation au saxo. Mais Lisa lui reprend l'instrument en lui disant qu'"il n'est pas pour les bébés"...

## Références culturelles

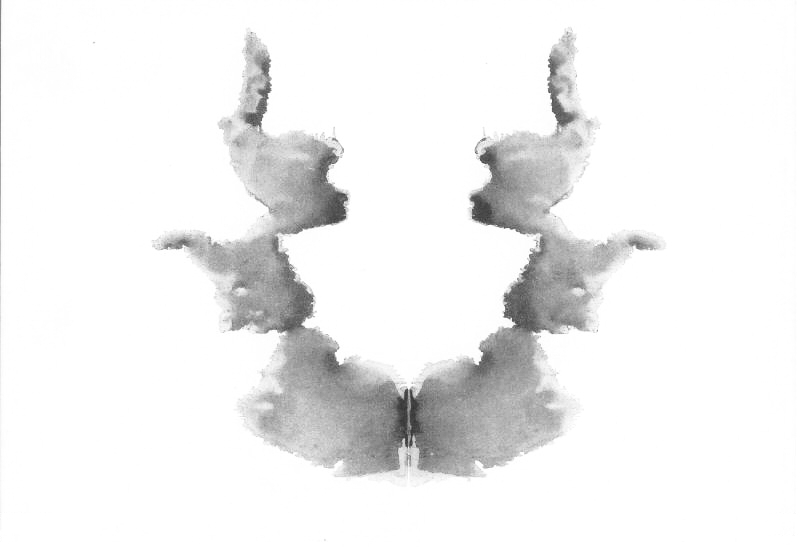
La carte N° VII du test de Rorschach est jugée être chargée de symboles féminins